# Гней Марцій Коріолан

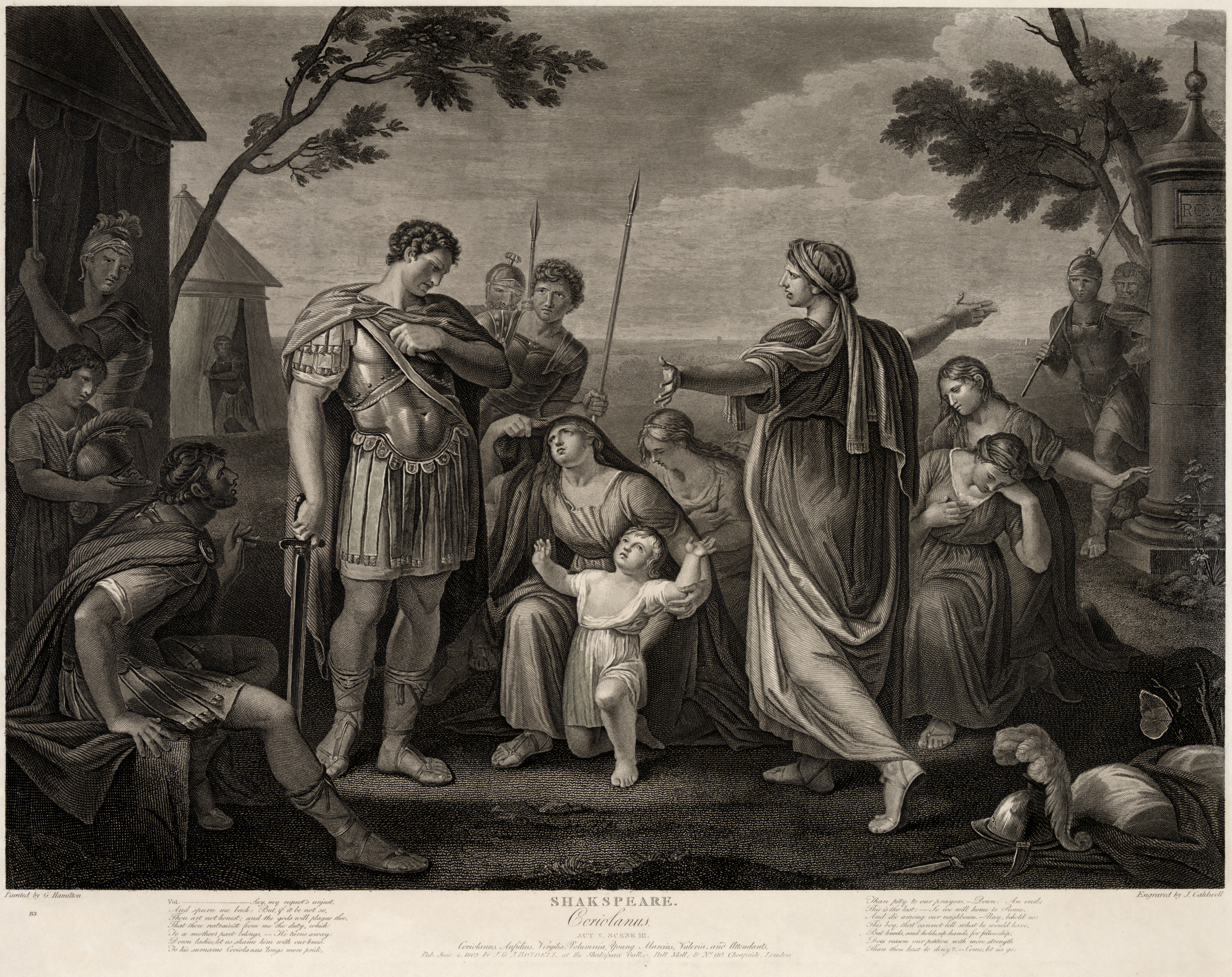
Акт V, сцена III «Коріолана» Шекспіра. Гравірування Джеймса Колдуелла з картини Ґевіна Гамільтона

Гней (за іншими даними Гай) Марцій Коріолан (Gnaeus/Gaius Marcius Coriolanus, VI ст. до н е — V ст. до н. е.) — перший напівлегендарний представник роду Марціїв, отримав почесний когномен за взяття столиці вольсків Коріол в 493 р. до н. е.. Дослідники сперечаються щодо реальності існування Коріолана.

## Біографія

### Походження і ранні роки
Плутарх повідомляє, що рід Марція переселився в Рим разом з Нумою. Причому Марції супроводжували Нуму, вже будучи родичами роду Помпілія. Вони відразу ж зайняли в Римі чільне становище. Голова роду, Марк Марцій, був зведений в звання сенатора і став родоначальником Марціїв, які відомі з цього часу римській історії. Крім того, Нума Марцій, син Марка, був призначений царем Нумою понтифіком, за словами Лівія, з числа patres, тобто з числа сенаторів. Після закріплення за собою місця в сенаті і отримання жрецького сану рід Марціїв був зарахований до патриціїв.
До роду Марціїв належав цар Анк, онук Нуми по материнській лінії.
Але Марції Рекси відомі тільки з 210 р. До н. е. як плебеї, тоді як хронологічно найбільш раннім з можливих згаданих нащадком царя Анка був Гней Марцій Коріолан. Такої думки дотримувався Валерій Максим. З його точки зору, Коріолан походив із сенаторського роду і був знатним нащадком царя Анка Марція. Твердження Валерія Максима узгоджується з тим, що вже відомо про становище роду Марція в епоху доетрусского панування в Римі.
Джерела представляють рід Марція на початку республіки не тільки патриціанським, а й досить впливовим, про що свідчать існування багатьох клієнтів, за допомогою яких Коріолан робив військові походи. Плутарх відзначає, що родичі Марція Коріолана перебували в сенаті, а Діонісій відносить до числа молодших сенаторів і самого Марція, що утворив в сенаті навіть свою фракцію. Таким чином, Діонісій і Плутарх зображують Марція на початку республіки одним з впливових людей в сенаті. На відміну від цих авторів Лівій не передає подібних відомостей. Коріолан вперше з'являється в його розповіді в війську консула Постума Комінія Аврунка, яке стояло під стінами Коріол. Лівій згадує його в числі primores iuvenum і характеризує як adulescens consilio et manu promptus, що не містить будь-якої певної станової характеристики.
Батько Марція помер рано, його виховувала мати через це він її дуже любив. Сам Плутарх говорить, що саме сирітство вплинуло на характер Гая. Ще з дитинства Коріолан любив військові змагання, він завжди управлявся в майстерності володіння зброєю, адже в римлян тоді були популярними військові звитяги. Він відзначився своєю доблестю ще за часів вигнання Тарквінія Гордого. Першою битвою Гая Марція була битва біля Регільського озера  499 р. до н. е. На очах диктатора, на той час це був Постум, Коріолан закрив своїм щитом впав біля нього громадянина і порубав напав ворога, за що був нагороджений дубовим вінком. За Плутархом, Коріолан брав участь в багатьох битвах і завжди діставав вінки, все це він робив, щоб порадувати свою мати.

Ще з часу, коли плебеї пішли на Священну гору (494 р до н. е.) Коріолан проявляв своє негативне відношення до плебеїв, відомо, що після цього плебеям було даровано багато прав, так вони здобули право вибирати народного трибуна. Про це повідомляє Плутарх : 
«Однак Марцій, і сам незадоволений перемогою народу і поступками знаті, і бачачи, що багато хто з патриціїв поділяє його почуття, закликав не поступатися простолюду першість в битвах за батьківщину, та довести, що кращі громадяни переважають чернь не стільки могутністю, скільки звитягою.»

### Війна з вольськами та суд
Найбільш відомий Коріолан став завдяки війні римлян з вольськами. Вирішальний бій з вольськами відбувся під стінами міста Коріол, 493 р. до н. е. Самі тоді зміг себе проявити молодий Гай Марцій. Так описує ці події Тіт Лівій: 
«Коли римське військо, яке обложило Коріоли, обернуло всі сили проти городян, замкнених в стінах, і забуло про небезпеку нападу ззовні, на нього раптом ударили легіони вольсків з Антія і одночасно зробили вилазку вороги з міста — саме в тому місці, де трапилось стояти на варті Марцію. З добірним загоном воїнів він не тільки відбив вилазку, а й сам шалено вдерся у відчинені ворота, влаштував різанину у найближчій частині міста і схопивши смолоскип, запалив прилеглі до міської стіни будови. Скоєний серед мешканців міста переполох, змішаний з плачем дітей та жінок, як це буває при появі ворога, надихнув римлян і збентежив вольськів; здалось, наче місто, куди вони поспішали на допомогу вже взяте. Так були розбиті антійські вольски і взяте місто Коріоли.» 
Коріолан потім переміг антійські війська, які спішили на допомогу жителям міста. Після битви консул Коміній хвалив Марція перед  усіма і дозволив Гаю вибрати першому полонених, коней, дорогі речі, обладунки. Проте Гай прийняв тільки коня і попросив про послугу в консула, він хотів, щоб не продавали його друга, що потрапив в полон за Аврелієм Віктором цей полонений був для Марція незнайомий і він його прихистив у себе.Діонісій говорить, що друг Коріолана випадково опинився саме полоненим, який дістався Гаю. І цією сором'язливістю Коріолан заслужив ще більшої поваги серед людей.
В наступному 492 році до н. е. в Римі почався голод. Причиною цього голоду було незадоволення плебеїв своїм становищем, землі залишилися незасіяними, а продовольство не можна було дістати через ймовірність війни. Вирішуючи цю проблему консули, відправили військо на чужі території з метою набігів. Очолив це військо Марцій і воно без перешкод захопило багато продовольства. Проте повністю проблему не було вирішено і консули повинні були відправити посольства в інші держави. В результаті цих дипломатичних місій було привезено продукти з Сицилії.
Коли в 492 р. до н. е. у Римі почався голод, із Сицилії прибуло зерно і Коріолан, що став на чолі патриціанської партії, запропонував продавати його за низькими цінами, якщо плебеї відмовляться від трибунського захисту, цей виступ був доволі емоційний і радикальний з деякими погрозами в сторону Сицинія, тодішнього народного трибуна. Після цього Коріолан висунув свою кандидатуру на посаду консула, проте народ не підтримав Гая через його підтримку аристократії і його горду зарозумілість. Трибуни викликали його до суду, причому це був перший випадок виклику патриція на суд плебеїв. За Лівієм Коріолан на суд не з'явився, а вирушив у добровільне вигнання до вольсків і почав шукати привід до війни з Римом, цю версію підтримує Ковальов. За Діонісієм Коріолан прибув на суд, успішно виступив у свій захист. Під час захисту він розірвав свою тогу і показав всі свої шрами, що були зароблені в численних походах проти нього виступали Мінуцій Сициній, але був все-таки засуджений, оскільки розкрився факт привласнення військової здобичі, захопленої під час походу проти анціатських вольсків. Флавій Євтропій говорить, що це відбулося на вісімнадцятий рік після вигнання царів, тобто в 491 році до н.е.

Ось як прощання з родиною описує Діонісій:

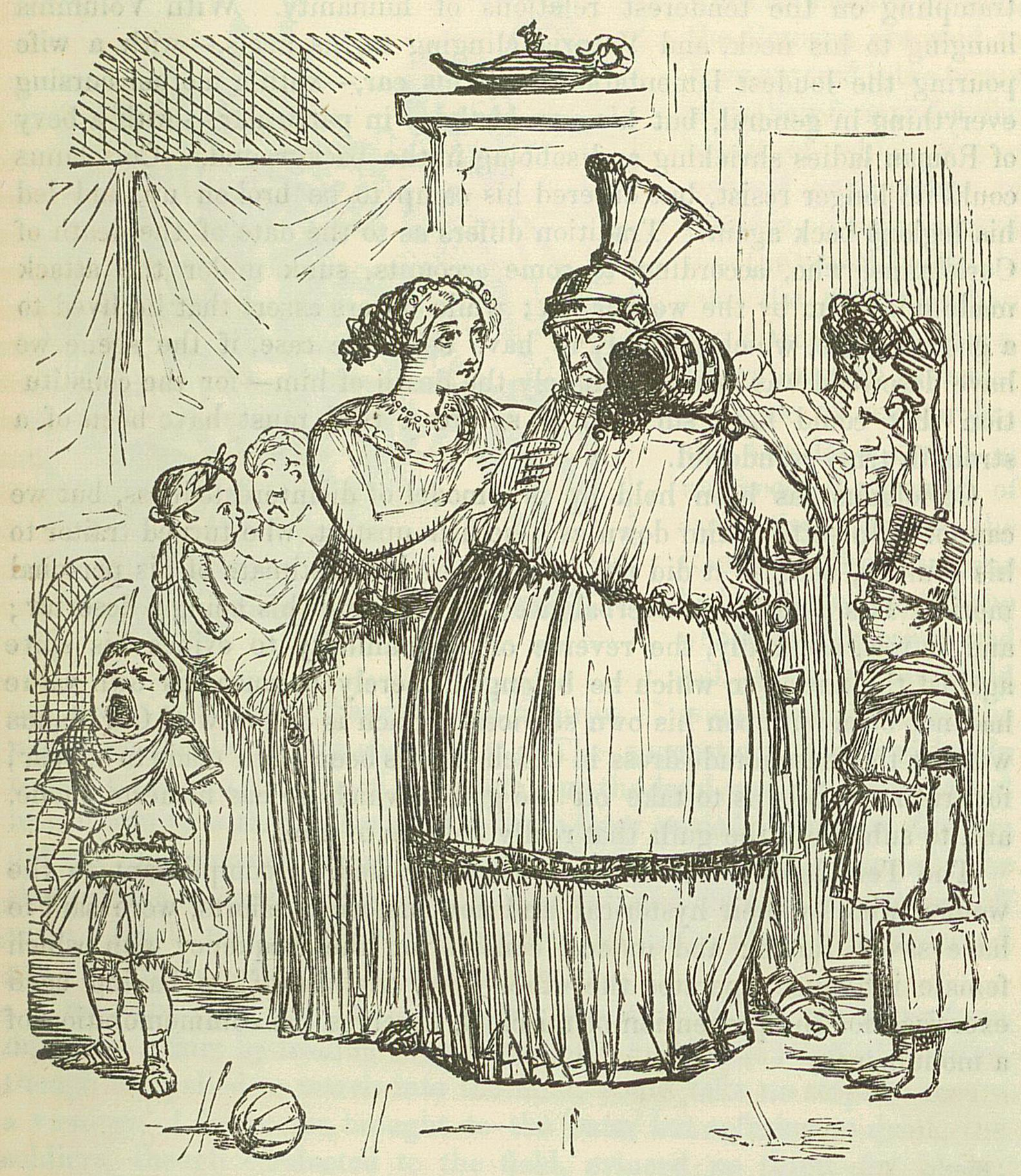
Карикатура XIX століття. Коріолан розлучається з сім'єю

«Та не помітили, щоб сам Марцій став скаржитися на свою долю і оплакувати її, або сказав чи зробив щось інше не гідне величі його душі — взагалі нічого. А ще більше шляхетності та твердості духу він виявив, коли прийшов додому і побачив, як дружина і мати роздирають від горя свою одежу, б'ють себе у груди і викрикують те, що природно говорити в таких випадках жінкам, роз'ятреним смертю чи вигнанням найближчих родичів. Бо він зовсім не був вражений сльозами та стогонами жінок, та, лишень привітавши їх і закликавши твердо переносити розпач, доручив їм своїх синів (адже старший з дітей мав десять років від народження, а молодший був ще немовлям). Не виказавши жодної іншої ласки і не распорядившись щодо того, що йому знадобиться у вигнанні, він поспіхом рушив до воріт, нікому не повідомивши, куди має намір йти.»

### Боротьба з Римом і смерть
Очоливши разом з вольським аристократом Тулієм Ауфідієм (Аттієм) вольсків в 488 році до н. е., що мешкали біля Ферентінського джерела, Коріолан довів їхнє військо до Рима, на шляху розорюючи римські землі, тоді як Тулл Аттій розорив землі латинів. Цікаво, що, коли Коріолан сказав розграбовувати землі, то він наказав не чіпати землі патриціїв. Ось що про це говорить Секст Юлій Фронтін в своєму творі: 
«Коли Коріолан мстився війною за ганьбу свого засудження, він не допустив спустошення ланів патриціїв, а підпалив і розорив поля плебеїв, аби викликати розбрат та зруйнувати єдність римлян.»
Бачачи, що простий народ ненастроєний на війну навіть більше того народ хотів вернути Марція з вигнання, проте сенат був проти цього, що ще більше розгнівало Марція. Проте, коли римляни відправляли свої посольства до Марція, які складалися з сенаторів, то він, незважаючи на його гнів погодився дати відстрочку на тридцять днів. Думаючи, що робити римлянки зібрали свою дипломатичну місію до Марція і тільки посольство жінок на чолі з дружиною Волумнією і матір'ю Коріолана, яку звали Ветурія, зворушило його серце він сказав до матері: «Ти Отримала перемогу, щасливу для Вітчизни, але смертельну для мене. Я йду, зазнавши поразки від тебе однієї!», в честь цього в Римі було споруджено храм богині щастя Фортуни. Після цього він відвів вольсків від міста, за що був убитий ними як зрадник, його закидали камінням, ініціатива йшла зі сторони Туллія Аттія. Вольськи гідно похоронили Коріолана, більшість вольськів любили Гая Марція, а в Римі патриціанські жінки носили за ним траур протягом року. Лівій, посилаючись на Фабія Піктора, передає, що Коріолан дожив до глибокої старості. Ця неортодоксальна версія була відома і Цицерону.

## Характеристика
За Діонісієм Коріолан — командувач плебейським військом, що приєдналося до армії патриціїв та їхніх клієнтів. З одного боку, Коріолан зображений популярним серед плебеїв завдяки військовим звитягам, з іншого саме плебс не допустив Коріолана до консульської посади, хоча його підтримували патриції. Далі він уже виступає як непримиренний ворог плебеїв, що прагне позбавити їх захисту з боку народних трибунів. Потім самі патриції зреклися Гая Марція, коли народ захотів повернути Коріолана з вигнання. Мабуть в розповіді Діонісія збереглися дві різні редакції цієї саги. У першій Коріолан представлений як плебейський воєначальник, в другій прагне перетворити його на патриція, який войовничо відстоює привілеї свого стану.
Пізніші дослідники неодноразово зверталися до аналізу оповіді, особливо, коли йшлося про критику римської традиції для виявлення в ній достовірних частин. Моммзен заперечував історичну основу легенди. Проте датування легенди 493 до н. е, коли був укладений договір Касія, видає реальний зв'язок подій: похід Коріолана на Рим закінчився укладенням рівноправного договору з латинами, що згодом так ретельно намагалися приховати.
За словами Діонісія і Плутарха Коріолан був типовим римським патрицієм, в якому яскраво відобразилися всі чесноти та недоліки його народу і стану; його відмінною рисою, за переказами, була безмірна любов до матері. Основним недоліком Марція за Діонісієм було надмірне почуття справедливості, особливо це вплинуло на його ставлення до плебеїв. Навіть, коли вольски обрушувалися звинуваченнями на Марція, він не вважав гідним відповідати на жодне з них.

Цицерон порівнював Коріолана з Фемістоклом: 
«Обидва були видатними громадянами у себе на батьківщині, обох вигнав невдячний народ, обидва перейшли до ворогів і смертю придушили порив свого гніву.»
Деякі сучасні вчені ставлять під сумнів окремі частини з життя Коріолана. Слід зазначити, що перші розповіді про Марція з'являються в III столітті до нашої ери також є кілька авторитетних записів до гальського нашестя в 390 р. до н. е. Є Коріолан історичною постаттю чи ні, залишається темою для дискусій, проте сага, що розповідає про діяння Гая Марція містить народну пам'ять про темні, важкі десятиліття на початку V століття до н. е., коли вольськи загрожували існуванню Риму.
Істину в проблемі історичності особи Коріолана навряд чи вдасться віднайти, але доля цього діяча завжди хвилювала серця людей, не даремно такий геній, як Шекспір присвятив одну з найкращих своїх трагедій Коріолану. Своєрідна данина трагедії римлянина.

## Образ у мистецтві
За сюжетом легенди Вільям Шекспір написав трагедію «Коріолан».
1950 — Коріолан (французький фільм, режисер Жан Кокто — Jean Cocteau, в ролі Коріолана Жан Маре — Jean Marais).
1964 — Тріумфатор (Coriolano: eroe senza patria). Виробництво: Італія, Франція. Режисер — Реміджо Дель Гроссо. В ролях: Гордон Скотт, Альберто Лупо, Лілла Бріньоне, Філіп Ерсен, Розальба Нері).
1968 — Коріолан (радянський фільм-спектакль, режисер Давид Карасик, Коріолан — Сергій Юрський).
1982 — Коріолан (радянський фільм-спектакль [заснований на виставі Державного театру імені Г. Сундукяна, що отримав Державну премію Вірменської РСР], режисери Аркадій Айрапетян і Рачія Капланян, Коріолан — Хорен Абрамян).
У 2011 знято фільм «Коріолан», режисер Рейф Файнс.
Недороблена адаптація Бертольта Брехта «Коріолан» 1951 року.
У 2012—2015 знято серію фільмів за романом «Голодні ігри» Сьюзанни Коллінз, де однією з центральних фігур є Коріолан  Сноу.
У 2024 році український гурт «МУР» випустив альбом «PAX ROMANA», де Коріолан виступив ключовим персонажем однієї з пісень.